# Dinámicas de Resistencia y Rechazo Filio-Parental (DRRFP)
Las Dinámicas de Resistencia y Rechazo Filio-Parental (DRRFP) son un patrón relacional complejo en el que participan todos y cada uno de los componentes de la unidad familiar (si bien con distinto nivel de implicación y responsabilidad), las cuales se expresan en los hijos o hijas mediante actitudes y conductas de oposición a mantener una relación afectiva con alguno de los progenitores (que denominamos progenitor rechazado) mostrando habitualmente una relación cercana con el otro progenitor (que denominamos progenitor favorito o preferido).
Esta denominación del fenómeno y su definición supone un acercamiento al mismo mediante la descripción de conductas observables y no interpretaciones simples sobre la causalidad del mismo. Del mismo modo supone adoptar una visión sistémica-relacional por la cual todos los miembros de la familia nuclear, e incluso la extensa, tendrían algún tipo de influencia, participación y responsabilidad en la génesis, desarrollo o finalización de estas dinámicas.

En el ámbito anglosajón (sobre todo en Estados Unidos), se han venido proponiendo distintas denominaciones en inglés para este concepto aquí explicado, especialmente divulgadas por diversos autores sobre todo a través de la Association of Family and Conciliation Courts, por distintos artículos en revistas, y libros,. Uno de estos términos es Resist-Refusal Dynamics  - RRD (Dinámicas de Resistencia y Rechazo), aunque originalmente sus autores lo equiparaban exclusivamente a los Rechazos No Justificados (como la Alienación Parental) y no incluía los Rechazos Justificados (como el debido a abusos o violencia). Otro término equivalente es  Parent-Child Contact Problems – PCCP (Problemas de Contacto Progenitor-Niño/a),

## Prevalencia
En cuanto a la prevalencia, los estudios señalan que si bien no es un fenómeno frecuente, el impacto en el sistema judicial, de aquellos casos en los que se dan DRRFP es enorme, siendo éstos los responsables de gran parte de los casos más intransigentes que aparecen ante los juzgados de familia.
Es de suponer que familias en las que aparecen las DRRFP han existido y existen en todas las sociedades, pues son una variante más de los conflictos humanos. Lo que las diferencia será la frecuencia con la que se presenta el fenómeno, la intensidad y/o las características de esas dinámicas, su visibilidad y la forma en las que se abordan.
En Estados Unidos el número de casos de familias de alto conflicto se está incrementando desde finales del siglo XX, y las alegaciones de alienación parental son desde entonces más frecuentes. Por ejemplo, los casos de DRRFP presentados en los juzgados de Estados Unidos y atribuibles a conductas de alienación parental probadas entre los años 1985 a 2018 fueron 1.181 casos. La evolución muestra que los casos han pasado de ser de unos 5 casos en 1985, 20 casos en el año 2000, 60 casos en el año 2010, 105 casos en 2017, para descender a 75 casos en el 2018. En todos estos casos en los que la DRRFP era atribuible a la alienación parental, entre el 25% al 30% de los casos la alienación era ejercida por el padre, aproximadamente un 60% fue ejercida por la madre, y entre el 10% al 15% restante por otras personas (supuestamente miembros de la familia nuclear o extensa). Así mismo, los casos en los que la DRRFP era claramente atribuible a la alienación parental, desde el 2010 en Estados Unidos se viene aplicando la reversión (cambio) de custodia al 50% a 60% de estas familias.
Por su parte, en un estudio sobre los casos presentados en los juzgados de Canadá, y también referido a las DRRFP atribuibles a alienación parental (el 61% de los casos con DRRFP), se registraron dos casos en 1989, otros 10 casos en el año 2000, y a partir de 2007 se produjo un incremento exponencial desde unos 14, a los 36 casos en 2008, y a unos 58 casos de 2009. De estos casos señalados entre los años 1989 a 2008 en los juzgados canadienses, el progenitor favorito tenía la custodia en el 84% de las situaciones, y en un 13% la custodia era compartida. En cuanto a aquellos otros casos de DRRFP no atribuibles a la alienación parental (el 39%), el 35% era debido a un alejamiento del progenitor rechazado por una pobre parentalidad, el 20% era atribuible a un alejamiento o rechazo por abuso o violencia ejercido por el progenitor rechazado, el 7% era debido a una falta de vínculo con el progenitor rechazado pero no había alienación parental del progenitor favorito, y en un 38% de los casos había una insuficiente evidencia de alienación parental.
En la actualidad se está produciendo una gran cantidad de publicaciones sobre las familias de alto conflicto y las DRRFP dada la relevancia que está adquiriendo esta problemática.

## Historia
Desde la antigüedad es una realidad palpable la existencia de problemas en las relaciones familiares, entre la descendencia y los progenitores, o de conflictos entre estos últimos por cuestiones de parentalidad y conyugalidad, lo cual se ha reflejado de manera diversa. La extensa mitología griega, por ejemplo, muy centrada en las relaciones familiares, recoge el relato de Edipo quien asesina a su padre y se desposa con su madre, aunque se argumenta que ninguno de ellos  sabía en principio quiénes eran; Saturno devora a sus hijos y finalmente es vencido por uno de ellos, Júpiter; Medea, quiere vengarse del padre de sus hijos y decide matarlos. También la Biblia, en el Antiguo Testamento, se relata cómo el rey Salomón resolvió amenazando con cortar a un niño por la mitad una disputa sobre maternidad entre dos mujeres.
Desde hace unas décadas, iniciándose sobre todo en los países occidentales aunque se van extendiendo a nivel global, se han producido una serie de cambios sociales promovidos por determinados factores: la incorporación de la mujer al mercado laboral; el deseo y/o necesidad de que también los padres realicen cuidados de la prole en igualdad de condiciones con las madres; la posibilidad de separación o divorcio; la viabilidad de ejercer la custodia compartida en casos de divorcio; la visibilidad y denuncia de ciertos tipos de maltrato, el abuso o violencia intrafamiliar; el mayor peso que se da a los derechos de la infancia, y la posibilidad de que opinen o decidan.
Desde el nacimiento de la psicología como disciplina científica y sobre todo desde mediados del siglo XX con el nacimiento de las terapias familiares con enfoque sistémico-relacional, es cuando se empiezan a analizar y abordar las diversas dinámicas y disfuncionalidades que presentan las amplias relaciones familiares. Las DRRFP son unas de esas situaciones familiares, complejas sobre todo en casos de divorcio con alto conflicto, las cuales en las últimas décadas (finales del siglo XX e inicios del siglo XXI) están empezando a salir del ámbito estrictamente familiar para acaparar abundante atención judicial, terapéutica y social.

## Tipos de Dinámicas
Las DRRFP se han expuesto por algunos autores: como un espectro que va desde el desarrollo normal y esperado, al negativo y patológico. Según estos autores, estas dinámicas de resistencia y rechazo tienen sus orígenes en una de las cinco categorías de problemas por contacto entre el progenitor y su hijo o hija, cada una de las cuales se nombra por fuerza predominante, y que a su vez se manifiestan a lo largo de un continuum de severidad (de menos a más) en función de su naturaleza:
a) Afinidad (afinidad con un progenitor por género, o afinidad por intereses comunes, religión, etc.).
b) Alineamiento.
c) Rechazo realista o justificado (también denominado “alejamiento realista”, debido a maltrato, abusos y/o violencia ejercidos por el progenitor rechazado).
d) Rechazo injustificado (también denominado “alienación parental” o “interferencias parentales”, que puede estar siendo promovido por el progenitor favorito, o por ambos progenitores pero con el resultado de que uno de ellos es más convincente, cercano y/o pasa más tiempo con el hijo o hija, por lo que es visto como favorito y el otro como rechazado).
e) Casos híbridos (caracterizado por combinarse dos o más de las dinámicas anteriores).
La evidencia empírica señala que en la mayoría de las ocasiones se trata de casos híbridos en los que participan varias de las causas argumentadas, entremezclándose dinámicamente la presencia de afinidad-alejamiento, parentalidad pobre, elementos de alienación, etc. y que las causas generadoras de las DRRFP pueden ir cambiando a medida que trascurre el proceso de intervención.

## Factores de riesgo
Para explicar el fenómeno de las DRRFP, Kelly y Johnston. propusieron un modelo de explicación de las DRRFP que fuera multifactorial, sistémico/ecológico y familiar. Los factores de riesgo serían los siguientes:
a) La vulnerabilidad del hijo o hija (su temperamento, dependencia, ansiedad, miedo, problemática emocional, niñez con necesidades especiales y pobres capacidades de afrontamiento y testeo de la realidad).
b) Factores de desarrollo (p.ej.: ansiedad de separación apropiada a su edad, respuesta a los conflictos adecuada a un desarrollo cognitivo de entre 8 a 15 años).
c) La conducta alienadora y motivación del progenitor favorito (su personalidad y estilo parental, conducta sobreprotectora que infantiliza, conducta infraprotectora que parentaliza, y otras conductas que fallan en la promoción de una sana individuación y el desarrollo de habilidades de pensamiento crítico).
d) Los aspectos problemáticos de la personalidad y estilo parental del progenitor rechazado, incluyendo la conducta de respuesta al rechazo (antes o después de su propia experiencia de rechazo).
e) Violencia/abuso doméstico y abuso/negligencia hacia el hijo o hija.
f) Litigios crónicos, que a menudo envuelven a terceras partes en el círculo social de cada progenitor que pueden actuar como malos defensores, por lo que se encona el conflicto y la posición del pensamiento (p.ej.: familia extensa, amistades, nuevas parejas, profesionales de la educación, de la salud mental o de la justicia.
g) Las dinámicas entre la fatria y las presiones provenientes del sistema familiar.
En 2017 Fidler y Ward incluyeron algunos factores más como la falta de coparentalidad funcional o la diferenciación entre influencias externas profesionales y personales. Todos estos factores inteactúan en múltiples niveles sistémicos (p.ej.: ontogénico, microsistémico, mesosistémico, macrosistémico) a los que se podría añadir la dimensión temporal (el nivel cronosistémico).

## Evaluación
Para evaluar las DRRFP se pueden utilizar dos dimensiones, su naturaleza y su intensidad.

### Naturaleza
La referida a su naturaleza ya ha sido comentada al describir en el apartado 4 los tipos de DRRFP (Afinidad, Alineamiento, Rechazo Justificado, Rechazo Injustificado y Casos Híbridos).

### Intensidad
Las DRRFP pueden evaluarse en función de su intensidad. Se propone clasificar las intensidades en tres grupos (leve, moderado y severo)  utilizando las siguientes variables:
a) La conducta parental de ambos progenitores.
b) La actitud del progenitor favorito (p.ej.: énfasis en los derechos del infante a decidir vs. derecho del otro progenitor al contacto con el hijo o hija; énfasis en protección vs. asunción probabilidad de daño).
c) Rigidez de las percepciones del niño o niña hacia los progenitores.
d) Frecuencia del problema de contacto entre el progenitor y el hijo o hija (¿Algún contacto?)
e) Duración de la relación tensa.
f) Historia de la rigidez/flexibilidad parental (p.ej.: habilidad para demostrar capacidad reflexiva para el cambio).
g) La receptividad y responsabilidad a recibir educación y a las intervenciones terapéuticas (Incluye los esfuerzos legales y clínicos anteriores).
h) Cumplimiento de las órdenes judiciales, los planes parentales y los acuerdos terapéuticos.

### Control de acceso parental (Gatekeeping)
Por otro lado, se pueden complementar la comprensión y la aplicación de las variables anteriores con el constructo Control de Acceso Parental, Guardabarreras o Filtro (Gatekeeping o Parental Gatekeeping) por el cual un progenitor facilita u obstaculiza el acceso o contacto de los hijos o hijas con el otro progenitor. Las dinámicas y conductas se clasificarían en:
a.  Adaptativas (Adaptive Gatekeeping)
a.1. Control facilitador de apoyo (Facilitative-Supportive Gatekeeping): Se promueve el contacto de los hijos/as con el otro progenitor quien a su vez ejerce una parentalidad adecuada.
a.2. Control restrictivo de protección (Restrictive-Protective Gatekeeping): Se limita o supervisa el acceso o contacto de los hijos o hijas con el otro progenitor por la posibilidad fundada de que sean dañados por éste.
b.  Desadaptativas (Maladaptive Gatekeeping)
b.1. Control facilitador apático (Facilitative-Apathetic Gatekeeping): Falta de cuidado, apatía o desconexión de la labor de protección de las hijas o hijos por lo que éstos se exponen al riesgo de una relación dañina con el otro progenitor si éste no ejerce una parentalidad adecuada.
b.2. Control restrictivo injustificado (Restrictive-Unjustified Gatekeeping): Se obstaculiza o interfiere el contacto de los hijos o hijas con el otro progenitor aunque éste ejerza una parentalidad adecuada. Suele producirse en situaciones de conflicto interparental y daría lugar a lo que se denomina Alienación Parental o Interferencias Parentales.
c.  Control inconsistente (Inconsistent Gatekeeping): Falta de un ejercicio de la parentalidad organizada. A veces se actúa de modo adaptativo y otras veces de modo desadaptativo.
Los casos de alta conflictividad con frecuencia sacan lo mejor y lo peor de las familias así como de las personas expertas que trabajan con ellas. En algunas de estas familias a menudo se incluyen casos en los que se unen desórdenes de la personalidad, un conflicto parental elevado, y sistemas complejos envueltos (judicial y asistencia legal, asistencia social, escolar, clínico-terapéutico), en lo que algunos autores denominan Una tormenta perfecta.

## Intervención
La relevancia de la necesidad de realizar intervenciones tempranas y preventivas se pone de manifiesto por la evidencia de que las DRRFP se afianzan y agravan con el tiempo, así como la evidencia de que estas dinámicas familiares evolucionan más negativamente cuando el niño o la niña mantienen escaso o nulo contacto con el progenitor rechazado.
Aunque existen múltiples recursos y programas preventivos, generalmente psicoeducativos, no suelen estar especializados en situaciones de DRRFP, sino que tienen el objetivo de prevenir o evitar, de manera general, múltiples dificultades habituales sean en la parentalidad normal acompañando en la crianza de la niñez (por ejemplo a través las escuelas de padres hablando de parentalidad positiva), o sea en casos de separación y divorcio (mediante breves cursos, libros o panfletos).
Se ha argumentado que para identificar el tipo de intervención más adecuado a las necesidades familiares, una vez evidenciada la presencia de DRRFP, es fundamental diferenciar:
a) la naturaleza de las dinámicas de resistencia o rechazo filioparentales (p.ej.: afinidad, alineamiento, rechazo justificado, alienación, híbrido)
b) y la intensidad (leve, moderada o severa), tal como se ha explicado anteriormente en los apartados sobre los tipos de DRRFP y la evaluación.
La intervención está considerada como inapropiada en los casos en que:
-  El servicio o agencia que protege a la infancia esté investigando la situación familiar y se haya solicitado por el sistema judicial un informe antes de que sea estipulado el tratamiento.
-  Se ha confirmado el maltrato y bien menor o progenitor no han recibido un trato individual por el abuso.
-  Están en vigor órdenes activas de protección entre el progenitor rechazado y el hijo o hija sin excepciones para poder realizar terapia.
-  Si la persona experta es puesta en un papel dual de llevar a cabo una terapia y a su vez recomendar la distribución de tiempo parental.
Se debe explorar descartar la intervención en algunos casos severos. En este tipo de casos, una serie de factores de riesgo pueden hacer imposible realizar una intervención terapéutica:
-  Enfermedad mental activa y no tratada o trastornos por consumo de sustancias.
-  Amenazas autolíticas (daño propio), daño a otras personas, abducción o huida.
-  Historia de violencia interparental con dinámicas de control coercitivo.
-  Progenitor o menor no desean en absoluto participar o no cumplen con el tratamiento.
-  Historia de no obediencia/acatamiento de las órdenes judiciales.
-  Incapacidad parental para requerir al hijo o hija a que participe.
-  Alegaciones de abuso repetidas, pero sin fundamento.
-  El progenitor favorito no acepta el objetivo terapéutico propuesto para el hijo o hija de tener relación con el progenitor rechazado.
-  Existencia de intentos previos de terapia que han resultado fallidos.
-  Parentalidad severamente comprometida (inadecuada).
-  Falta de recursos económicos para poder abordar el proyecto terapéutico.
Se deberán aplicar intervenciones diferentes, ajustadas a cada familia, en función de estos criterios u otros que se consideren adecuados. Las intervenciones más habituales suelen ser,,

### Para casos leves y algunos moderados
En estos casos están indicados la psicoterapia individual, la terapia familiar, la intervención educativa sobre parentalidad, el coaching, así como la gestión de casos (case management) judicial, combinándose las medidas judiciales con el seguimiento de incumplimientos. Se pueden utilizar técnicas de reestructuración cognitiva, enfoque cognitivo conductual, desensibilización sistemática, terapia centrada en las soluciones, terapia narrativa, entrevista motivacional, coaching parental, educación basada en las habilidades. Las intervenciones familiares pueden ser también en formato intensivo a lo largo de varios días, incluyendo la intervención experiencial y recreacional (ocio, juego, naturaleza), en ocasiones asistida por animales (caballos principalmente, así como perros, gatos y otros animales)
El programa de educación coparental puede incluir el trabajo sobre:
- El pensamiento flexible: reconociendo que hay más de una solución a cada problema; aprendiendo a hacer propuestas al otro progenitor que posibiliten una respuesta positiva de vuelta.
- Gestionar las emociones: aprender y practicar a gestionar las emociones (tristeza, ira, miedo, ansiedad) de manera que no se sobrerreaccione o se tome las cosas personalmente, y a no transmitir los sentimientos a los hijos o hijas.
- Moderar comportamientos: evitar acciones extremas que pudieran provocar una emoción o comportamiento extremo en el otro progenitor.
- Autochequeo: recordarse una o uno mismo que debe de utilizar estas habilidades cuando tome decisiones.
Los objetivos de la terapia familia no se limitarán a reparar la relación entre progenitor rechazado y menor, si se diesen las condiciones para ello, sino que además supondría:
-              Promover un ajuste general saludable en el menor.
-              Facilitar la implantación del programa de parentalidad.
-              Restaurar, desarrollar o facilitar un funcionamiento de las habilidades parentales y coparentales adecuado.
-              Asistir a los progenitores a resolver los conflictos filioparentales relevantes.
-              Desarrollar las habilidades de comunicación familiar y acercamientos efectivos a la resolución de conflictos.
-              Educar a los progenitores en el entendimiento de las necesidades del hijo o hija para unas relaciones sanas con ambos progenitores y las repercusiones negativas de una complicada relación con un progenitor.
-              Facilitar el contacto entre progenitor rechazado y menor.
-              Trabajar con cada miembro familiar para establecer unos roles (papeles) entre progenitores o entre progenitor y menores más apropiados.
-              Corregir las distorsiones del menor y reemplazarlas por visiones más realistas basadas en la actual experiencia con ambos progenitores.
-              Asistir al menor para lograr una diferenciación del self (individualidad) con respecto a las demás personas y el ejercicio de una autonomía adecuada a su edad.
-              Asistir a cada progenitor para clarificar preocupaciones válidas ante las visiones generalizadas negativas y críticas sobre el otro progenitor.

### Para casos moderados y algunos severos
En familias separadas o divorciadas con cierto grado elevado de conflicto, en casos de alienación parental o casos híbridos, las terapias ambulatorias tradicionales, por sí solas, no funcionan bien para manejar los temas referentes al contacto filioparental. Los juzgados de familia están progresivamente aceptando testimonios acerca de la alienación y diseñando órdenes que obligan a intervenciones de familia para salvar la relación filioparental de la senda de destrucción en la que se encuentran.
Las intervenciones habituales para casos moderados y algunos severos de alienación parental, rechazo justificado o casos híbridos suelen ser psicoeducacionales, de terapia individual (en muchos casos se deberá trabajar con la descendencia desde abordajes sensibles/adecuados al trauma)  complementada con terapia familiar. La terapia familiar puede apoyarse en sesiones intensivas de varios días, para una familia o para varias familias de forma simultánea. Las intervenciones no deberían ser sólo “conversacionales”, sino que incluirían actividades “experienciales” o “recreacionales” (cocinar juntos, campamentos al aire libre, canoas, terapia con animales, deportes, paseos, manualidades, actividades culturales como el canto o la pintura, etc.).
A su vez, será necesario o conveniente el seguimiento y la supervisión judicial y/o de un coordinador o coordinadora de parentalidad, quien organice a los diferentes profesionales que intervengan y tengan cierta autoridad delegada de la judicatura sobre los progenitores. Algunos autores proponen ya, en los casos en los que se evidencie la alienación parental o casos híbridos, la intervención judicial que contemple la posibilidad de la reversión de la custodia y la falta de contacto provisional (durante unos meses) del progenitor favorito con las hijas o hijos.
También se proponen una serie de opciones de intervención como las anteriores, algunas de las cuales serían secuenciadas según se cumplieran una serie de progresos por parte del progenitor favorito, el rechazado, y menores. Una de las opciones, en caso que las circunstancias lo señalen, puede ser el trabajo con el progenitor rechazado para decir “adiós por el momento”, pudiendo establecerse un marco de mayor o menor comunicación con cobertura judicial, a la espera de que el tiempo permita ir mejorando o posibilitando la relación en un futuro.  

### Para casos severos
Habrá que diferenciar entre las intervenciones, por un lado, para los casos severos de Alienación y los Híbridos, y las intervenciones por otro lado para los casos severos de Rechazo Justificado.

### Casos severos de alienación parental y casos severos híbridos
Las intervenciones pueden ser:
-              Cambio de custodia legal al progenitor rechazado y suspensión de contacto con el progenitor favorito, permanente o provisional seguido a la reintegración del progenitor favorito.
-              Educación/terapia para el hijo o hija y el progenitor rechazado conjuntamente para acompañar a la transición.
-              El progenitor favorito acude a una intervención individual intensiva para reconducir las conductas de alienación parental con el objetivo de apoyar completamente la relación del hijo o hija con el otro progenitor.
-              Se puede realizar una secuencia de intervenciones mezcladas, dando paso de unas a otras en función de los avances logrados, tal como se ha comentado en el apartado anterior.
-              Última opción: El progenitor rechazado acepta que el contacto no es posible temporalmente y en su lugar se dan pasos para un posible contacto futuro.

### Casos severos de rechazo justificado
Las intervenciones pueden ser:
-              Progenitor rechazado: terapia de rehabilitación individual que incluya el componente de la responsabilidad.
-              Niño o niña: terapia individual informada/sensible al trauma y si el contacto con el progenitor rechazado no es posible entonces ayudarle a ajustarse a esta realidad.
-              Terapia de reunificación sólo si el progenitor es rehabilitado y el menor muestra buena disposición. En caso contrario no permitir el contacto.

## Sistemas externos intervinientes
Existe una gran preocupación desde distintos ámbitos profesionales, sean judiciales/legales, psicosociales o asistenciales por encontrar fórmulas cada vez más efectivas para lograr abordar de una manera exitosa las familias con alto conflicto. En éstas pueden estar ocurriendo, entre otras situaciones, temas de DRRFP, confusión de roles, triangulaciones y conflicto de lealtades, comunicaciones de parentalidad y coparentalidad problemáticas, violencia doméstica, alienación parental, abuso o negligencia hacia los hijos o hijas, problemas de salud mental o deficientes capacidades parentales.
Tanto las familias como el personal experto que interviene se suelen mostrar vulnerables al sufrimiento y corren el riesgo de adoptar determinados sesgos cognitivos. Esto conlleva el peligro de alineamiento de profesionales psicosociales y legales con su cliente, o a veces se pueden sentir impotentes y sobrepasados por los crecientes requerimientos de los progenitores.
El conflicto familiar puede verse agravado por una atención profesional tardía, lenta o inadecuada. Se corre el riesgo de que profesionales intervinientes adopten la visión de que sólo existe un factor causante de la DRRFP y/o que se dediquen a defender a su cliente sin mirar por el bien familiar conjunto, sobre todo el del menor. Necesitan ser adecuadamente formados. También el sistema judicial se debe de adaptar para intentar que estas familias sean atendidas por jueces o juezas especializados en ellas, que sea siempre el mismo personal asistente y que se apoye en expertos profesionales como el coordinador o coordinadora de parentalidad, que permita agilizar los trámites, supervisar las actuaciones profesionales y la parentalidad y responder rápida y eficazmente ante cualquier desvío o involución en la situación familiar.
En el sistema judicial de Québec (Canadá) se ha implantado desde 2014 un exitoso protocolo psicolegal denominado Parenting Conflict Resolution – PCR (Resolución de Conflicto Parental), por el cual la intervención legal se adapta a la situación de estas familias (sólo un juez o jueza; procesos legales accesibles, rápidos y adaptados a las familias),  se dispone de unas herramientas psicosociales (formación en co-parentalidad de 9 horas, psicoterapia de 45 horas) y existe una fluida y transparente comunicación entre profesionales (se actúa en el mejor interés del menor y se reducen los costes de litigio).